# Гайдук, Пётр Иванович
 Пе́тр Ива́нович Гайду́к (1958) — профессор кафедры физической электроники и нанотехнологий РФиКТ, доктор физико-математических наук.

## Биография
Окончил физический факультет Белгосуниверситета в 1980 г. и аспирантуру на кафедре физики твердого тела БГУ в 1984 г.
С декабря 1982 г. инженер, младший научный сотрудник (1984—1986), научный сотрудник (1986—1989) и старший научный сотрудник (1989—1994) НИИ ПФП БГУ.
С 1994 г. преподаёт на кафедре физической электроники и нанотехнологий БГУ в должности доцента (1994—2005) и профессора (с 2005).
Руководил выполнением проектов в рамках ГКПНИ «Электроника», ГНТП «Микроэлектроника», «Наноматериалы и наноэлектроника», отдельных проектов БРФФИ и Министерства образования, ряда международных проектов. По результатам научных исследований защитил кандидатскую (1986 г.) и докторскую (2005 г.) диссертации. За успешное выполнение научных проектов награжден Почетной грамотой Белгосуниверситета в 2005 г., Почетной грамотой Белорусского республиканского фонда фундаментальных исследований в 2006 г. и грамотой Министерства образования РБ в 2008 г. В 2006 г. стал лауреатом конкурса инновационных проектов ЗАО «Технологический парк Могилев». На общественных началах выполняет рецензирование рукописей научных трудов в международных журналах Phys.Rev.B, Nucl.Instr.Meth.B, Physica, Vacuum и др.; участвует в проведении экспертизы научных проектов.
Является ученым секретарем Совета по защите докторских диссертаций, Совета по проведению экспертизы научно-исследовательских, опытно-конструкторских и опытно-технологических работ Министерства образования РБ.

## Научные интересы
Гайдук П. И. является специалистом в области физики конденсированных состояний, полупроводников и микроэлектроники. Научные интересы связаны с:
- установлением зависимостей между структурным состоянием, физическими свойствами конденсированных материалов и тонкопленочных структур,
- выращиванием и модификацией гетероэпитаксиальных слоев,
- исследованием процессов формирования нано-размерных структур,
- технологией формирования материалов наноэлектроники и приборов на их основе,
- разработкой и характеризацией новых материалов и развитием техпроцессов для приборов и интегральных схем, солнечных элементов, твердотельных газовых сенсоров, био-совместимых неорганических материалов и др.

## Преподаваемые дисциплины
Читает общие курсы лекций «Физика полупроводников», «Физические основы электроники», «Физические основы хранения и обработки информации», а также спецкурс «Технология СБИС». Осуществляет руководство курсовыми и дипломными работами, исследованиями студентов-магистрантов и аспирантов. Широко использует инновационные формы обучения. Стажировался в университете Орхуса (Дания), Йенском университете (Германия) и РИВШ.

## Основные научные публикации
Более 350 научных работ, в том числе более 130 статей опубликовано в научных журналах, практикующих рецензирование рукописей.
Основные публикации в журналах с высоким impact-фактором:
- P.I.Gaiduk and A.Nylandsted Larsen. Secondary defect evolution in ion-implanted silicon. // J.Appl.Phys. 1990, V.68, P.5081-5089.
- O.Herre, W.Wesch, E.Wendler, P.I.Gaiduk, F.F.Komarov, S.Klaumunzer, and P.Meier Formation of discontinuous tracks in single-crystalline InP by 250-MeV Xe-ion irradiation. // Physical Review B1998 V. 58, P. 4832-4837.
- J. Fage-Pedersen, A. Nylandsted Larsen, P. Gaiduk, J. Lundsgaard Hansen and M. Linnarsson. Sn-Background-Induced Diffusion Enhancement of Sb in Si. // Physical Review Letters. 1998, V.81 P.5856-5859.
- P.I.Gaiduk, J.Fage-Pedersen, J.Lundsgaard Hansen, and A.Nylandsted Larsen. Sb-precipitation induced injection of Si-self interstitials in Si.// Physical Review B, 1999, V.59, P.7278-7281.
- P.I. Gaiduk, F.F. Komarov, V.S.Tishkov, W. Wesch and E. Wendler. Wurtzite InP formation during swift Xe ion irradiation.// Physical Review B, 2000, V. 61, № 23, P. 15785-15788.
- P.I.Gaiduk, A.Nylandsted Larsen, and J.Lundsgaard Hansen. Defect-free MBE growth in SiGe/Si heteroepitaxial structures.// Thin Solid Films, 2000, v.367, N 1-2, p.120-125.
- P. I. Gaiduk, A. Nylandsted Larsen, C Trautmann, and M. Toulemonde. Discontinuous tracks in arsenic-doped crystalline Si0.5Ge0.5 alloy layers.// Physical Review B 66, 045316(1-5) (2002)
- A. Kanjilal, J. Lundsgaard Hansen, P.I. Gaiduk et al. Structural and electrical properties of silicon dioxide layers with embedded germanium nanocrystals grown by molecular-beam epitaxy.// Appl.Phys.Lett. 82, (2003) 1212—1214.
- P.I. Gaiduk, J. Lundsgaard Hansen, A. Nylandsted Larsen and E. A. Steinman. Nanovoids in MBE grown SiGe alloys in-situ implanted with Ge+ ions.// Physical Review B 67 (2003) 235310
- P.I. Gaiduk, J. Lundsgaard Hansen, A. Nylandsted Larsen, E. Wendler and W. WeschSelf assembling of nanovoids in 800 keV Ge implanted Si/SiGe multi-layered structure.// Physical Review B67 (2003) 235311.
- P.I.Gaiduk, J.Lundsgaard Hansen and A.Nylandsted Larsen.Synthesis and analysis of hollow SnO2 nanoislands// Appl. Phys. Lett., 2008, Vol. 92, p. 193112-1-3
- P.I.Gaiduk. Extended defects in ion assisted MBE grown SiGe/Si-nanostructures.// Phys. Status Solidi C. 2009, V. 6, No 8, pp. 1922—1926.
- M.M.Kjeldsen, J.L.Hansen, T.G.Pedersen, P.I.Gaiduk, A.N.Larsen Tuning the plasmon resonance of metallic tin nanocrystals in Si-based materials // Applied Physics A (2010) V.100, pp. 31-37